# Semantoridae
Semantoridae (Orlov, 1931) es una familia extinta de mamíferos carnívoros pinípedos troncales cuyos fósiles se han encontrado en Francia, Kazajistán y Canadá, remontándose a un rango temporal que abarca diversos puntos de la época del Mioceno.

## Características
Basándose en su anatomía general, los semantóridos no habrían sido animales especializados en la vida en el mar, ya que sus patas robustas, cuerpos alargados y su cola muy desarrollada sugieren que eran animales habitantes de sistemas de agua dulce, de forma similar a las nutrias actuales. De hecho dos de los taxones miembros del grupo, Semantor y Potamotherium fueron clasificados inicialmente como mustélidos cercanamente relacionados con las nutrias.